# Station Bischwiller
Station Bischwiller is een spoorwegstation in de Franse gemeente Bischwiller.

## Treindienst
| Serie      | Treinsoort | Route                                                   | Bijzonderheden |
| ---------- | ---------- | ------------------------------------------------------- | -------------- |
| TER 830500 | TER (SNCF) | Strasbourg-Ville – Bischwiller – Haguenau – Wissembourg |                |